# Topolany
Topolany település Csehországban, Vyškovi járásban. Topolany Hoštice-Heroltice, Prusy-Boškůvky, Křižanovice u Vyškova és Vyškov településekkel határos. Lakosainak száma 378 fő (2024. január 1.).

## Népesség
A település lakosságának változását az alábbi diagram mutatja:
| Lakosok száma | 338  | 395  | 460  | 437  | 304  | 290  | 332  | 358  | 361  | 378  |
|               | 1869 | 1890 | 1921 | 1950 | 1980 | 2001 | 2017 | 2019 | 2022 | 2024 |